# Uysanus nebulosus
Uysanus nebulosus är en insektsart som först beskrevs av Melichar 1902.  Uysanus nebulosus ingår i släktet Uysanus och familjen Flatidae. Inga underarter finns listade i Catalogue of Life.